# Jevgenia Isakova
Jevgenia Leonidovna Isakova (Russisch: Евгения Леонидовна Исакова) (Leningrad, 27 november 1978) is een Russische hordeloopster, die is gespecialiseerd in de 400 m horden. Ze werd Europees kampioen en Russisch kampioene op deze discipline.
Alhoewel ze in 2001 reeds onder de 58 seconden liep maakte ze haar internationale doorbraak tot de wereldtop in 2006. Met een tijd van 55,09 s werd zat dat jaar Russisch kampioene. Bij de Europacup in Málaga werd ze met 55,82 s tweede achter de Britse Natasha Danvers-Smith, die de wedstrijd won in 55,65.
Op de Europese kampioenschappen atletiek 2006 in Göteborg liep ze reeds in de halve finale een persoonlijk record van 54,17 s. In de finale verbeterde ze dit record opnieuw tot 53,93 en won hiermee de Europese titel voor de Griekse Faní Chalkiá.

## Titels
- Europees kampioene 400 m horden - 2006
- Russisch kampioene 400 m horden - 2006

## Persoonlijke records
Outdoor
| Onderdeel    | Prestatie | Datum           | Plaats   |
| ------------ | --------- | --------------- | -------- |
| 400 m        | 52,14 s   | 23 juli 2005    | Toela    |
| 400 m horden | 53,93 s   | 9 augustus 2006 | Göteborg |

Indoor
| Onderdeel | Prestatie | Datum           | Plaats |
| --------- | --------- | --------------- | ------ |
| 400 m     | 52,95 s   | 28 januari 2007 | Moskou |

## Palmares

### 400 m horden
Kampioenschappen
- 2006:  Europacup - 55,82 s
- 2006:  EK - 53,93 s
- 2007: 6e WK - 54,50 s
- 2007: 4e Wereldatletiekfinale - 54,99 s
- 2008: 4e Wereldatletiekfinale - 55,23 s
- 2010: 6e EK - 54,59 s

Golden League-podiumplaatsen
- 2007:  Meeting Gaz de France - 54,56 s